# Las Flores 2.ª Sección
Las Flores 2.ª Sección es una ranchería del municipio de Paraíso ubicado en la subregión de la Chontalpa del estado mexicano de Tabasco.

## Geografía
La localidad se ubica a 5.2 kilómetros (en dirección suroeste) de la localidad de Paraíso, la cabecera y lugar más poblado del municipio. Se sitúa en las coordenadas geográficas 18°25′28″N 93°15′07″O / 18.424444, -93.251944, a una elevación de 1 metro sobre el nivel del mar.

## Demografía
Según el Conteo de Población y Vivienda 2020, efectuado por el Instituto Nacional de Estadística y Geografía, la localidad de Las Flores 2.ª Sección tiene 986 habitantes, de los cuales 508 son del sexo masculino y 478 del sexo femenino. Su tasa de fecundidad es de 2.17 hijos por mujer y tiene 309 viviendas particulares habitadas.
| Gráfica de evolución demográfica de Las Flores 2.ª Sección entre 1970 y 2020 |
|                                                                              |
| INEGI.                                                                       |